# Найдьонов Андрій Михайлович
Найдьо́нов Андрі́й Миха́йлович (19 листопада 1978 , Цюрупинськ, Херсонська область ) — український політик, народний депутат Верховної Ради України, член фракції КПУ (з 11.2007), секретар Комітету з питань сім'ї, молодіжної політики, спорту та туризму (з 12.2007). Член КПУ (з 2005).

## Біографія
Народився 19 листопада 1978 (місто Цюрупинськ, Херсонська область); дружина Олена Анатоліївна (1977); дочка Дар'я (2007).
Освіта: Херсонський державний університет (1996—2001), учитель історії та правознавства; Міжрегіональна академія управління персоналом (2003), юрист.
2001—2003 — учитель історії та правознавства, ЗОШ № 13 м. Херсона. 01.2004-10.2007 — в Міжрегіональній академії управління персоналом.

## Депутатська діяльність
Народний депутат України 6-го скликання з 11.2007 від КПУ, № 27 в списку. На час виборів: завідувач кафедри правознавства та соціальної роботи Херсонського інституту Міжрегіональної академії управління персоналом, член КПУ.
10 серпня 2012 року у другому читанні проголосував за Закон України «Про засади державної мовної політики», який суперечить Конституції України, не має фінансово-економічного обґрунтування і спрямований на знищення української мови. Закон було прийнято із порушеннями регламенту.